# بيونغان الشمالية (مقاطعة)
مقاطعة بيونغان الشمالية (بالهانغل: 평안북도 | بالهانجا: 平安北道 | حرفياً: بيونغان بكدو) هي مقاطعة كورية شمالية. أنشئت المقاطعة في سنة 1896 في الجزء الشمالي من مقاطعة بيونغان السابقة. ظلت المقاطعة جزءاً من كوريا حتى سنة 1945 ثم ضمت إلى كوريا الشمالية. عاصمة المقاطعة هي مدينة شنيجو. في سنة 2002 أنشئت منطقة شنيجو الإدارية الخاصة والتي تقع بالقرب من المدينة.

## التقسيم الإداري
تقسم المقاطعة إلى 3 مدن (شي)، و 22 محافظة (غن)، وهي:

### المدن
- مدينة شنيجو (بالهانغل: 신의주시 | بالهانجا: 新義州市).
- مدينة تشونغجو (بالهانغل: 정주시 | بالهانجا: 定州市).
- مدينة كسونغ (بالهانغل: 구성시 | بالهانجا: 龜城市).

### المحافظات
| - محافظة تشانغسونغ (بالهانغل: 창성군\| بالهانجا: 昌城郡). - محافظة تشولسان (بالهانغل: 철산군 \| بالهانجا: 鐵山郡). - محافظة تشونما (بالهانغل: 천마군 \| بالهانجا: 天摩郡). - محافظة هيانغسان (بالهانغل: 향산군 \| بالهانجا: 香山郡). - محافظة كجانغ (بالهانغل: 구장군 \| بالهانجا: 球場郡). - محافظة كواكسان (بالهانغل: 곽산군 \| بالهانجا: 郭山郡). - محافظة نيونغبيون (بالهانغل: 녕변군 \| بالهانجا: 寧邊郡). - محافظة باكتشون (بالهانغل: 박천군 \| بالهانجا: 博川郡). | - محافظة بهيون (بالهانغل: 피현군 \| بالهانجا: 枇峴郡). - محافظة بيوكدونغ (بالهانغل: 벽동군 \| بالهانجا: 碧潼郡). - محافظة ريونغتشون (بالهانغل: 룡천군 \| بالهانجا: 龍川郡). - محافظة ساكجو (بالهانغل: 삭주군 \| بالهانجا: 朔州郡). - محافظة شندو (بالهانغل: 신도군 \| بالهانجا: 薪島郡). - محافظة سونتشون (بالهانغل: 선천군 \| بالهانجا: 宣川郡). - محافظة تايتشون (بالهانغل: 태천군 \| بالهانجا: 泰川郡). - محافظة تايغوان (بالهانغل: 대관군 \| بالهانجا: 大館郡). | - محافظة تونغتشانغ (بالهانغل: 동창군 \| بالهانجا: 東倉郡). - محافظة تونغرم (بالهانغل: 동림군 \| بالهانجا: 東林郡). - محافظة ويجو (بالهانغل: 의주군 \| بالهانجا: 義州郡).* - محافظة أونجون (بالهانغل: 운전군 \| بالهانجا: 雲田郡). - محافظة أونسان (بالهانغل: 운산군 \| بالهانجا: 雲山郡). - محافظة يومجو (بالهانغل: 염주군 \| بالهانجا: 鹽州郡). |  |

## معرض صور

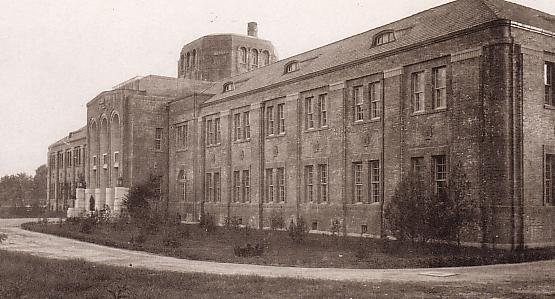
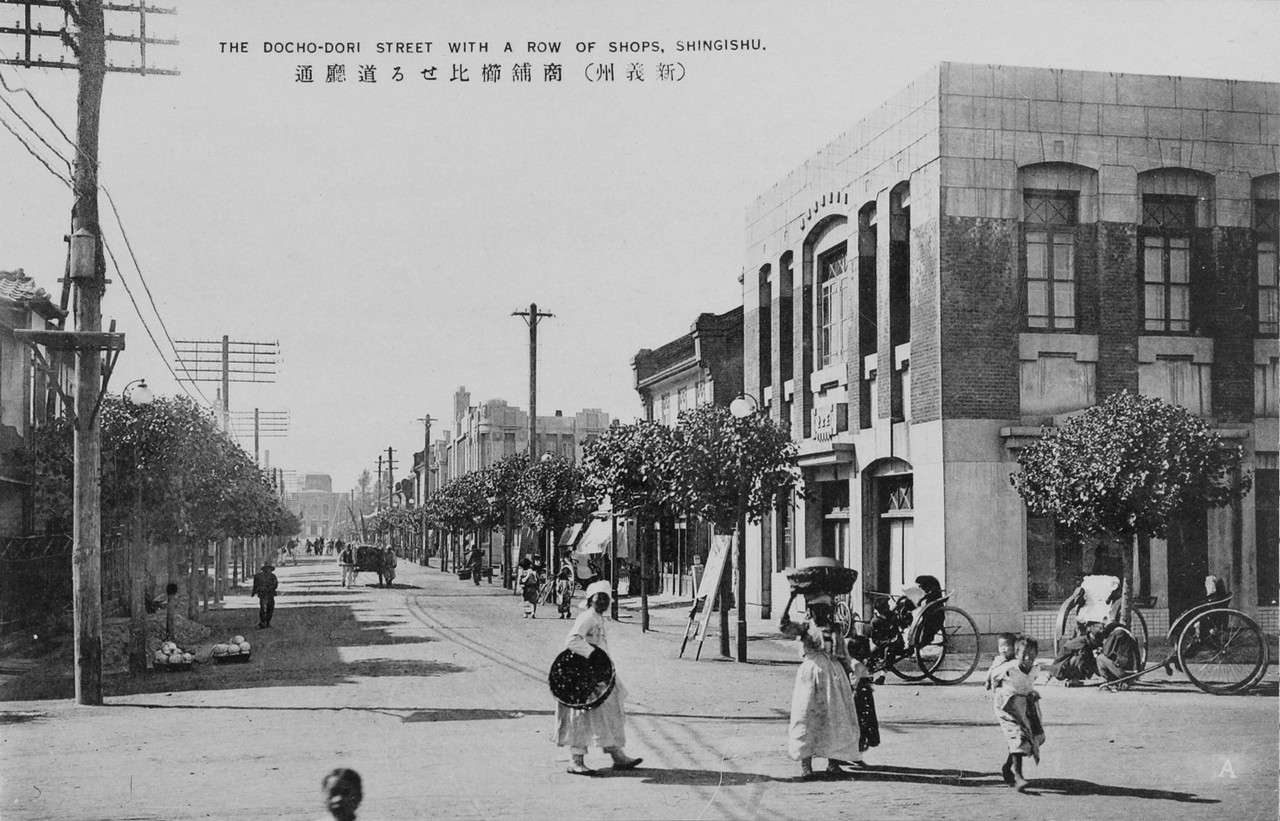
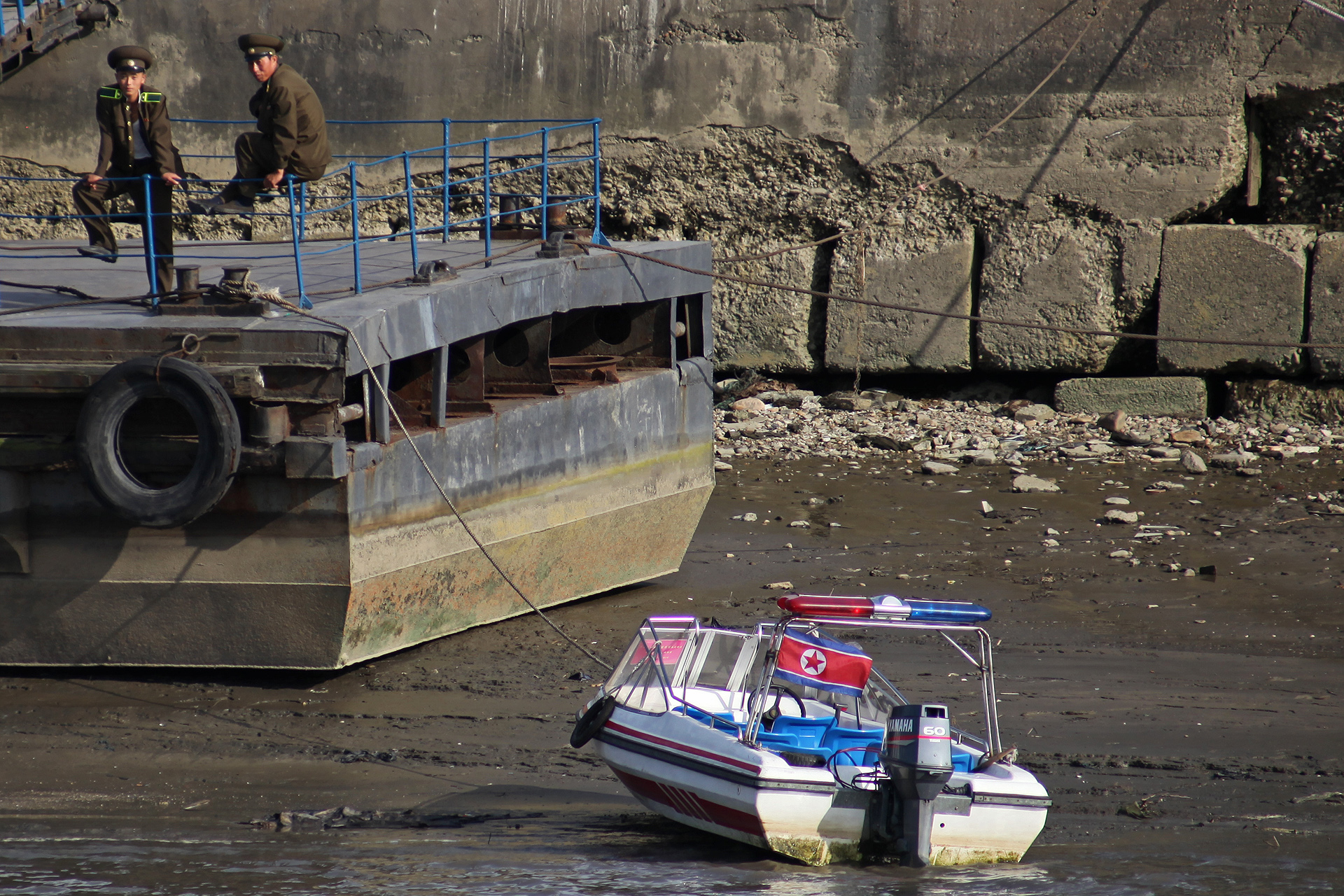
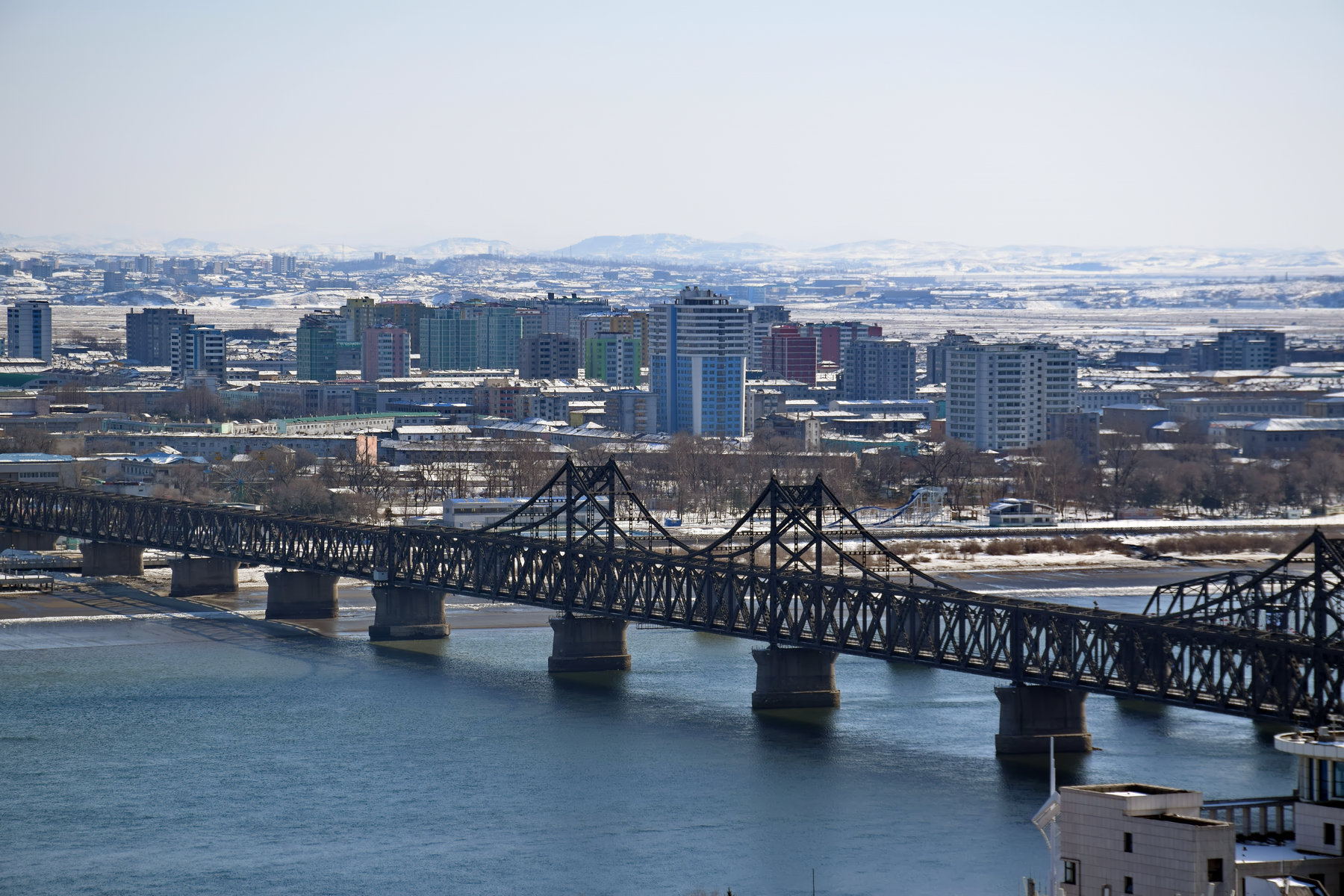
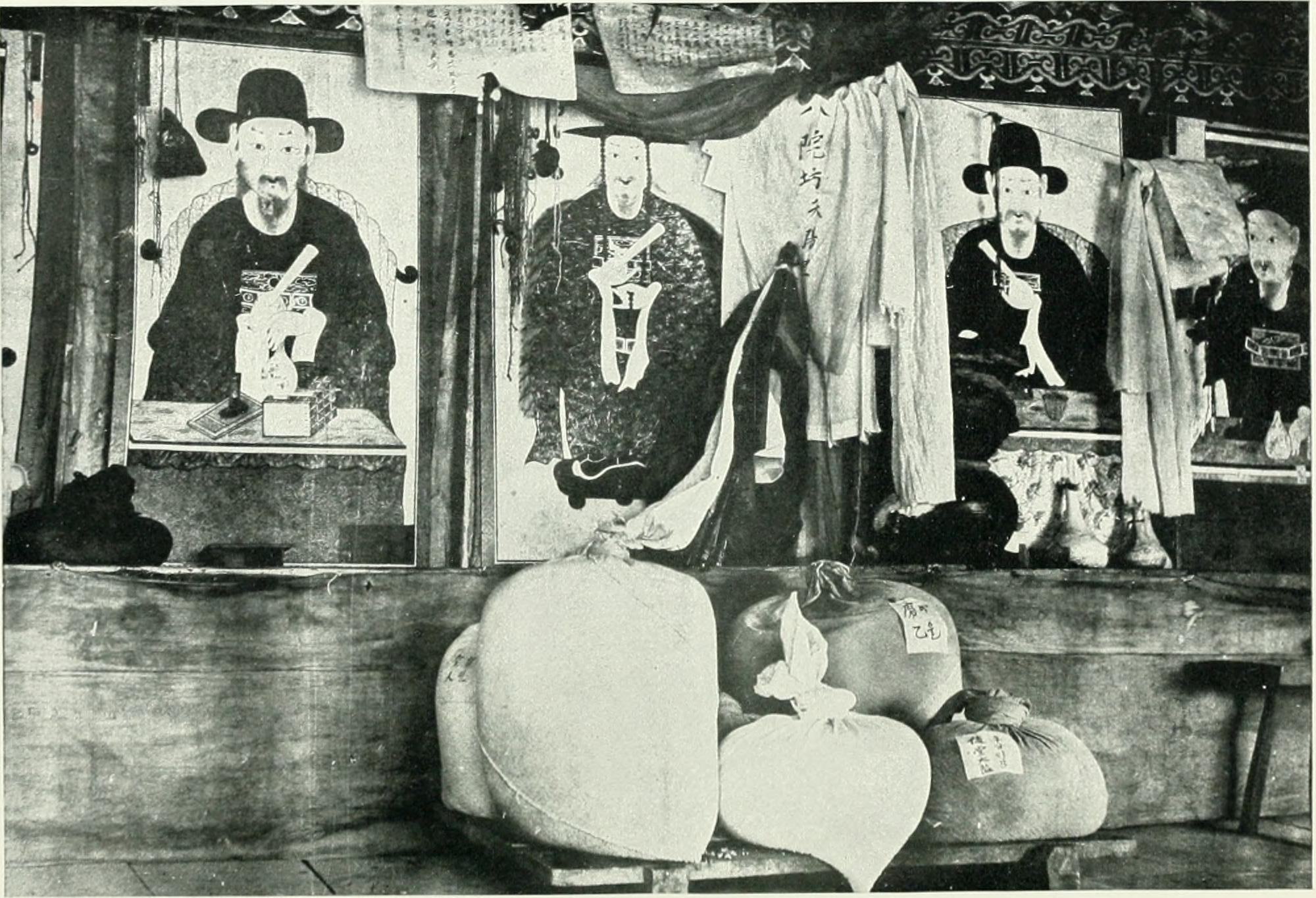

## أعلام
- سون ميونغ مون
- ميتشيل ريد كلاود جونيور